# Вазописець Пістоксена

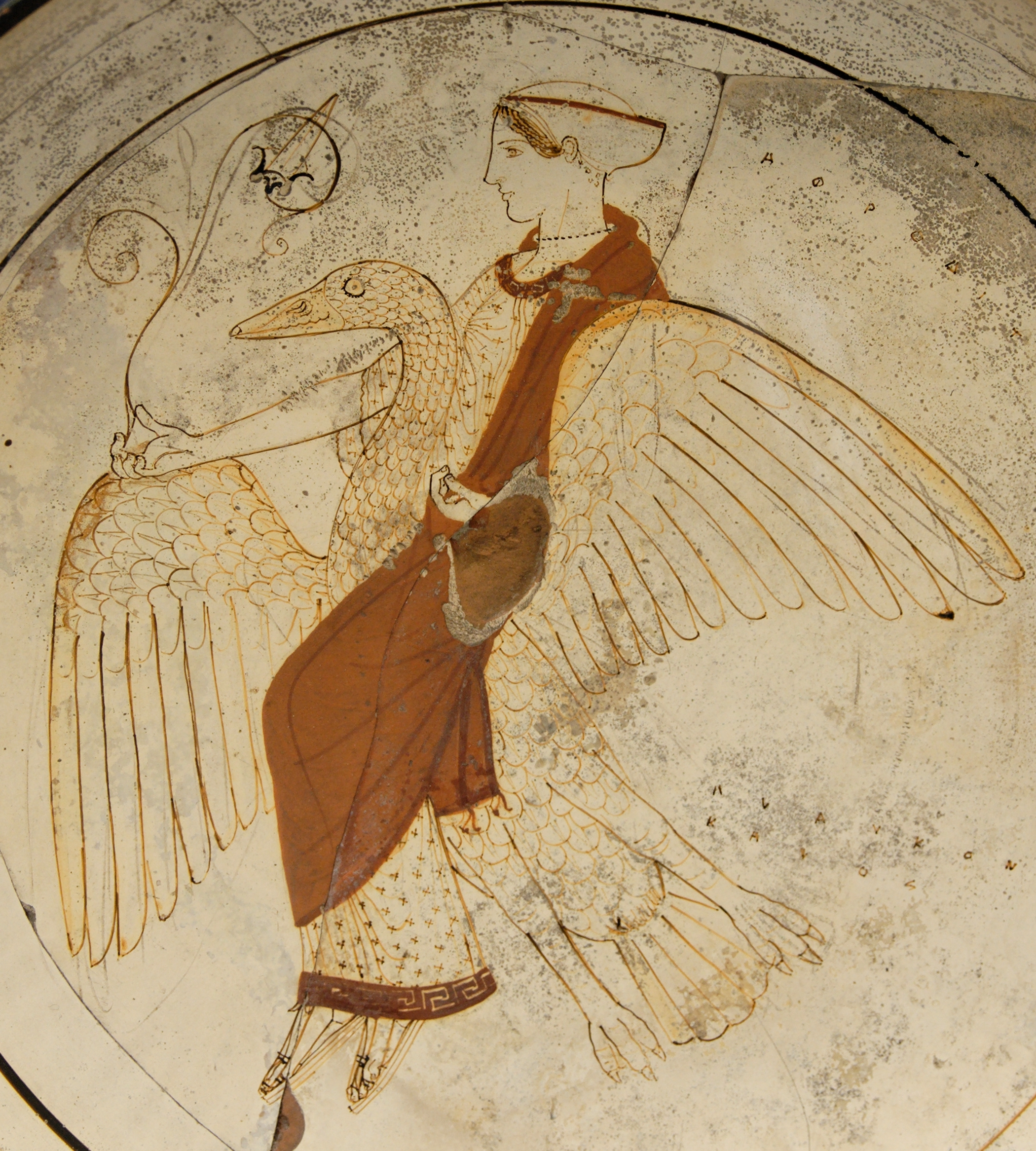
Афродіта та лебідь, Камірос, Родос, нині Британський музей

Вазописець Пістоксена — давньогрецький вазописець з Аттики. Його творчість відносять на раннього класичного періоду у мистецтві Давньої Греції, близько до 480–460 років до н. е.
Своє ім'я вазописець отримав завдяки ім'я гончара Пістоксена, який підписав свій скіфос (нині час зберігається в Музеї міста Шверін). На ньому зображений Іфікл на уроці музики у Ліна та Геракл зі своїм фракійським слугою, прикрашеним татуюванням Геропом. Пістоксен навчався у вазописця Антифона в майстерні Ефронія. Спеціалізувався на червонофігурному розпису кіліксів, однак його найкращі твори виконано в техніки вазопису на білому тлі.
Найвідоміші сюжети у Пістоксена — коні і воїни. Він заявив про себе як один з перших вазописців нової чотириколірної техніки, для якої було характерним застосування лаку, ним покривались фарби і позолота. Цей стиль вазопису часто нагадував живопис. У своїх пізніших роботах впевнений у своїх вміннях Пістоксен навіть відмовився від допоміжних рельєфних ліній. Мистецтвознавці зазначають близькість манери Пістоксена до Вазописця Пентесілеї.